# Bataille de Montecristi

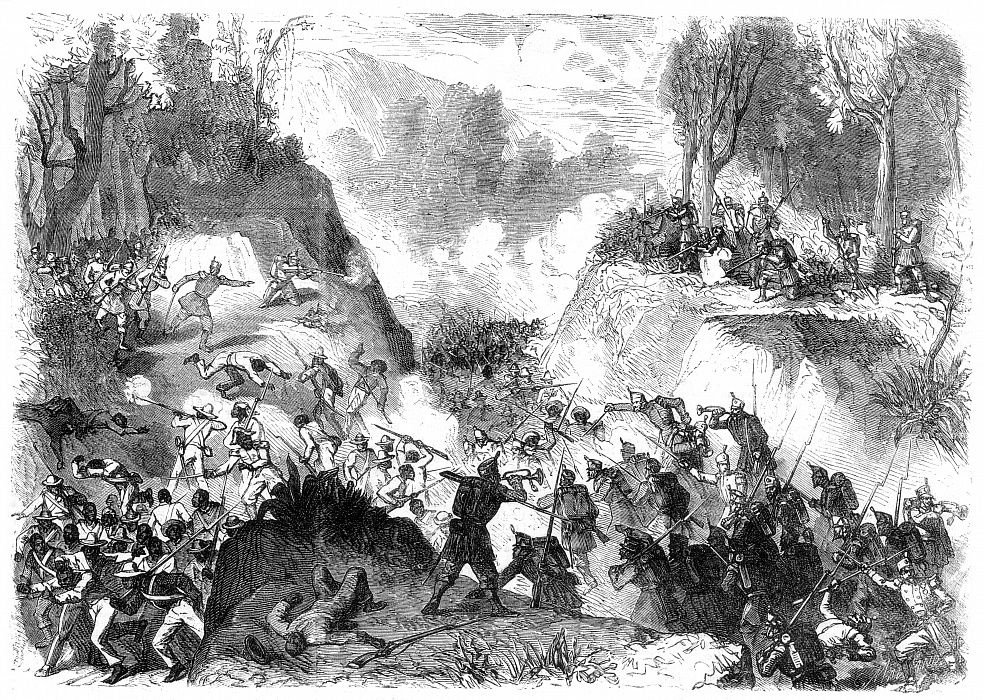
Le débarquement de Monte Cristi. Illustration du London Times, 1864.

La bataille de Montecristi est livrée le 15 mai 1864 en République dominicaine, pendant la guerre d'indépendance ou guerre de restauration (1863-1865) qui oppose les patriotes dominicains à l'occupant colonial espagnol.
Une armée espagnole de 6 000 hommes appuyés par trois canons, commandée par le général José La Gándara, nommé depuis le mois de mars capitaine général de Saint-Domingue, affronte les indépendantistes dominicains commandés par Benito Monción. Ces derniers qui se sont retranchés dans la ville de Montecristi, subissent une défaite et sont contraints à la retraite, non sans avoir infligé de lourdes pertes à leurs adversaires. Le futur général espagnol Fernando Primo de Rivera y Sobremonte est blessé lors des combats.
Cette bataille est la victoire la plus significative remportée par l'Espagne dans ce conflit pendant l'année 1864. Les Dominicains éludent par la suite les affrontements directs et optent pour une tactique de guérilla implacable qui contraint les Espagnols à se confiner à Saint-Domingue, la capitale. Réalisant que la reconquête de l'île promet d'être coûteuse et incertaine, l'Espagne renonce à son entreprise et la reine Isabelle II d'Espagne autorise l'abandon de la colonie le 3 mai 1865.

## Sources
- (en) Robert L. Scheina, Latin America's wars, vol. 1 : The age of the Caudillo, 1971-1899, Washington, D.C, Brassey's, Inc, 2003, 569 p. (ISBN 978-1-574-88450-0 et 978-1-574-88449-4)